# Lyngby Boldklub 2023-2024
Questa voce raccoglie le informazioni riguardanti il Lyngby Boldklub nelle competizioni ufficiali della stagione 2023-2024.

## Rosa
| N. |                        | Ruolo | Calciatore         |
| -- | ---------------------- | ----- | ------------------ |
| 2  | Danimarca (bandiera)   | D     | Mikkel Juhl        |
| 3  | Danimarca (bandiera)   | D     | Brian Hamalainen   |
| 4  | Francia (bandiera)     | D     | Baptiste Rolland   |
| 5  | Spagna (bandiera)      | D     | Marc Muniesa       |
| 5  | Belgio (bandiera)      | D     | Lucas Lissens      |
| 6  | Danimarca (bandiera)   | D     | Andreas Bjelland   |
| 7  | Ghana (bandiera)       | D     | Willy Kumado       |
| 9  | Danimarca (bandiera)   | A     | Mathias Kristensen |
| 10 | Danimarca (bandiera)   | C     | Rezan Corlu        |
| 13 | Danimarca (bandiera)   | C     | Casper Winther     |
| 14 | Danimarca (bandiera)   | C     | Lauge Sandgrav     |
| 15 | Danimarca (bandiera)   | A     | Michael Opoku      |
| 16 | Danimarca (bandiera)   | P     | Mads Kikkenborg    |
| 16 | Danimarca (bandiera)   | D     | Johan Meyer        |
| 17 | Stati Uniti (bandiera) | A     | Jonathan Amon      |

| N. |                      | Ruolo | Calciatore            |
| -- | -------------------- | ----- | --------------------- |
| 18 | Islanda (bandiera)   | A     | Alfred Finnbogason    |
| 19 | Danimarca (bandiera) | C     | Sanders Ngabo         |
| 20 | Islanda (bandiera)   | D     | Kolbeinn Finnsson     |
| 21 | Islanda (bandiera)   | A     | Saevar Atli Magnússon |
| 22 | Burundi (bandiera)   | C     | Parfait Bizoza        |
| 23 | Danimarca (bandiera) | D     | Pascal Gregor         |
| 26 | Danimarca (bandiera) | A     | Frederik Gytkjær      |
| 29 | Danimarca (bandiera) | D     | Lucas Hey             |
| 30 | Danimarca (bandiera) | C     | Marcel Rømer          |
| 40 | Danimarca (bandiera) | P     | Jannich Storch        |
| 42 | Danimarca (bandiera) | C     | Tochi Chukwuani       |
| -  | Danimarca (bandiera) | A     | Magnus Kaastrup       |
| -  | Danimarca (bandiera) | A     | Zean Dalügge          |
| -  | Danimarca (bandiera) | D     | Gustav Mortensen      |
| -  | Danimarca (bandiera) | C     | Tobias Storm          |

## Calciomercato
| Acquisti | Acquisti        | Acquisti | Acquisti      |
| R.       | Nome            | da       | Modalità      |
| -------- | --------------- | -------- | ------------- |
| A        | Jonathan Amon   |          | svincolato    |
| A        | Magnus Kaastrup | Sirius   | fine prestito |
| A        | Zean Dalügge    | Køge BK  | fine prestito |
| D        | Thor Höholt     | Nykøbing | fine prestito |

| Cessioni | Cessioni            | Cessioni    | Cessioni   |
| R.       | Nome                | a           | Modalità   |
| -------- | ------------------- | ----------- | ---------- |
| D        | Thor Höholt         | Nykøbing    | gratuito   |
| P        | Frederik Ibsen      | Helsingør   | gratuito   |
| A        | Sebastian Koch      | SønderjyskE | ?          |
| D        | Kristian Dirks Riis |             | svincolato |
| A        | Petur Knudsen       |             | svincolato |
| A        | Adam Vendelbo       | Nykøbing    | prestito   |

## Risultati

### Superligaen

#### Prima fase
| Lyngby 22 luglio 2023, ore 16:00 CEST 1ª giornata                                      | Lyngby    | 1 – 2                                | Copenaghen | Lyngby Stadion |
| \| \| \| \| \| Finnbogason 72’ \| Marcatori \| 44’ Lund Jensen 56’ (rig.) Goncalves \| |           |                                      |            |                |
|                                                                                        |           |                                      |            |                |
| Finnbogason 72’                                                                        | Marcatori | 44’ Lund Jensen 56’ (rig.) Goncalves |            |                |